# Yoram Zague
Yoram Zague (* 15. Mai 2006 in Paris) ist ein französisch-ivorischer Fußballspieler, der aktuell bei Paris Saint-Germain in der Ligue 1 spielt.

## Karriere

### Verein
Zague begann im September 2012 mit seiner fußballerischen Karriere bei AJN Bagnolet in Paris, wo er geboren wurde. Nach knapp zwei Jahren wechselte zum Paris FC. Im Sommer 2019 unterschrieb er schließlich in der Jugendakademie von Paris Saint-Germain. In der Spielzeit 2021/22 kam er auf 27 Einsätze für die B-Junioren, wobei er vier Tore schoss und mit dem Team die Finalrunde erreichte. 2022/23 war er Stammspieler der A-Junioren. Er schoss vier Tore in 19 Ligaspielen, wurde Vizemeister, spielte eine Coupe-Gambardella-Partie und bestritt sechs Youth-League-Spiele, wobei er einmal traf. Nach zahlreichen weiteren U19-Spielen in den genannten Wettbewerben zu Beginn der Saison 2023/24, debütierte Zague am 28. Ligaspieltag bei einem 1:1-Unentschieden gegen Clermont Foot für die Profis, als er in der Ligue 1 über 90 Minuten auf dem Platz stand. An seinem 18. Geburtstag (32. Spieltag, nachgeholt) spielte er erneut über die volle Distanz und schoss bei dem 2:1-Sieg über den OGC Nizza sein erstes Tor im Profibereich. Insgesamt kam er in fünf Ligue-1-Partien zum Einsatz, schoss ein Tor und wurde mit der Mannschaft Doublesieger.

### Nationalmannschaft
Zague spielte bereits für verschiedene Juniorenauswahlen Frankreichs. Mit dem U17-Team nahm er, nachdem er die vorherige EM 2023 verletzungsbedingt verpasste, an der WM 2023 teil. Dort spielte er sechs von sieben Partien und verlor mit seiner Mannschaft das Finale im Elfmeterschießen gegen Deutschland. Früher im Jahr 2023 gewann er mit der U18-Auswahl bereits das Turnier von Limoges.

## Erfolge
Paris Saint-Germain
- Französischer Meister (2): 2024, 2025
- Französischer Pokalsieger (2): 2024, 2025
- Französischer U19-Vizemeister: 2023

Nationalmannschaft
- U18-Turnier-von-Limoges-Sieger: 2023